# Chevrolet Corvette C6.R
Chronologie des modèles
Chevrolet Corvette C5-R Chevrolet Corvette C6.R GT2
Chevrolet Corvette C7.R
La Chevrolet Corvette C6.R est une voiture de course développée conjointement par le constructeur américain Chevrolet, et par ses filiales Pratt & Miller et Corvette Racing.

## Histoire en compétition
Elle est homologuée pour courir dans la catégorie GT1 (Grand Tourisme 1)  de la fédération internationale de l'automobile. Elle est la première version compétition de la Corvette C6 d'où elle tire son nom. Engagée par l'écurie officielle Corvette Racing dès 2005, elle remporte de nombreuses courses et championnats, dont les 24 Heures du Mans et l'American Le Mans Series. Elle a également été exploitée par un grand nombre d'écuries privées,,.

## Écuries partenaires
- Corvette Racing
- Larbre Compétition